# Непокорен
„Непокорен“ (на македонска литературна норма: Непокорен) е основният орган на Главния комитет на Народоосвободителния фронт, който се издава на костурски български диалект в Гърция.
Вестникът се издава от главния отдел за агитация и пропаганда на НОФ, а негов главен редактор е шефът на отдела Павле Раковски. Наследява вестник „Билетин“ (1945 - 1946). Първоначално се размножава на хектограф, а през януари 1949 година е отворена печатницата „Непокорен“, която освен вестника печата и други текстове на македонски литературен език. Наред с другото във вестника има и рубрики като „Наша поезия“ и „История на езика и литературата“. Известно време издава и Бюлетин за операциите на ДАГ. Вестникът се издава в периода от 1 май 1947 до август 1949 година.